# Distretto di Mainpuri
Mainpuri è un distretto dell'India di 1 592 875 abitanti. Capoluogo del distretto è Mainpuri.